# Скалька (озеро)
Скалька — озеро в муніципалітеті Йоккмокк у шведській провінції Норрботтен, яке є частиною головного водозбірного басейну річки Лулеельвен. Озеро має глибину 31 метр і загальну площу 49,1 км2. Розташоване на висоті 296 метрів над рівнем моря. Озеро дренується через Тарратно, найдовшу річку-витік Лілла-Лулеельвен.